# Cingulotomie bilatérale
La cingulotomie bilatérale est une forme de psychochirurgie, introduite en 1948 comme alternative à la lobotomie. Aujourd'hui, elle est principalement utilisée dans le traitement du trouble dépressif majeur et trouble obsessionnel compulsif. Dans les premières années du XXIe siècle, elle était utilisée en Russie pour traiter l'addiction. Il est également utilisé dans le traitement de la douleur chronique. L'objectif de cette procédure est la séparation des fibres nerveuses supracallosales du faisceau du cingulum, qui passe par le gyrus cingulaire antérieur.

## Histoire
La cingulotomie a été introduite dans les années 1940 comme alternative à la leucotomie préfrontale/lobotomie standard dans l'espoir d'atténuer les symptômes de la maladie mentale tout en réduisant les effets indésirables de l'opération standard (changements de personnalité, etc.). Elle a été suggérée par le physiologiste américain John Farquhar Fulton qui, lors d'une réunion de la Société des neurochirurgiens britanniques en 1947, a déclaré que « si c'était faisable, la cingulectomie chez l'homme semblerait un moyen approprié pour une leucotomie limitée ». Cette affirmation découle de l'hypothèse de James Papez qui pensait que le cingulum était une composante majeure d'un circuit anatomique censé jouer un rôle important dans l'émotion. Les premiers rapports sur l'utilisation de la cingulotomie sur des patients psychiatriques proviennent de J le Beau à Paris, Hugh Cairns à Oxford, et Kenneth Livingston en Oregon.

## Objectif
La cingulotomie bilatérale cible le cortex cingulaire antérieur, qui fait partie du système limbique. Ce système est responsable de l'intégration des sentiments et des émotions dans le cortex humain. Il se compose du gyrus cingulaire, le gyrus parahippocampal, de l'amygdale et de la formation hippocampique.
Des études menées sur des patients ayant subi une cingulotomie bilatérale, qui ont nécessité des analyses par IRMf, ont montré que le cortex cingulaire antérieur joue un rôle clé dans le contrôle cognitif et est très probablement impliqué dans le contrôle de la réponse attentionnelle, alors que la partie dorsale de cette région du cerveau n'a pas été identifiée comme étant impliquée dans un tel processus, bien que cela soit encore contesté. La fonction de la partie dorsale du cortex cingulaire était liée au tri et au traitement des signaux d'information contradictoires. En outre, des études de neuroimagerie ont également indiqué que le cortex cingulaire antérieur participe à la modulation des régions du cortex cérébral d'ordre supérieur ainsi que des zones de traitement sensoriel.
Ces conclusions ont également été confirmées par la stéréotaxique. Une analyse par microélectrode d'un seul cortical neurones dans une étude, qui a impliqué neuf patients subissant une cingulotomie bilatérale. L'étude a examiné l'effet de l'exécution de tâches demandant de l'attention sur l'activité de 36 neurones situés dans le cortex cingulaire antérieur. L'analyse des résultats de l'étude a permis de conclure que le cortex cingulaire antérieur est effectivement impliqué dans la modification des tâches cognitives qui requièrent de l'attention, en se basant sur le fait qu'il y a eu un changement dans le taux d'allumage basal des neurones dans cette région pendant la simulation de telles tâches.
La neuroimagerie a également mis en évidence différentes sous-régions dans le cortex cingulaire antérieur lui-même, en fonction de leur fonction. Ces études ont montré que la partie caudale du cortex cingulaire antérieur joue un rôle plus important dans les activités cognitives qui impliquent l'attention, la saillance motivationnelle, l'interférence et la  réponse au stimulus. Ces résultats combinés à l'étude électrophysiologique de la fonction des neurones dans le cortex cingulaire antérieur ont fourni des informations qui peuvent être utilisées dans l'amélioration de la cingulotomie pratiquée sur les patients traités pour un TOC. La base de cette idée est le fait qu'une variation de certaines tâches, les tâches émotionnelles (ES), qui ont été particulièrement identifiées comme exerçant des effets chez les patients atteints de TOC, activent les neurones dans la partie la plus rostrale du cortex cingulaire antérieur. Ainsi, théoriquement, si une cingulotomie bilatérale est pratiquée chez un tel patient dans le cortex cingulaire antérieur rostral, de meilleurs résultats devraient être obtenus,.
De plus, le TOC a été associé à une malformation des ganglions de la base. La fonction de cette partie du cerveau humain a été cartographiée pour être composée de pistes de fibres associées à de nombreux circuits cortico-striato-thalamocorticaux (CSTC) parallèles, qui sont impliqués dans les processus sensorimoteurs, le système moteur, oculomoteur ainsi que cognitif qui se manifestent par le système limbique. Cette voie neuronale implique des projections inhibitrices du système GABAergique qui servent de moyen de communication entre les différentes structures impliquées,. On a émis l'hypothèse que certaines formes de TOC sont le résultat de la désinhibition d'un ou plusieurs des circuits qui fonctionnent dans le CSTC. Cela est également indiqué par une découverte qui a montré une diminution significative de l'excitabilité du système inhibiteur intracortical chez les patients atteints de TOC. Ainsi, des lésions dans le cortex cingulaire antérieur pourrait contribuer à diminuer l'effet de désinhibition. Cette théorie a été confirmée par une autre étude qui a évalué les mécanismes inhibiteurs et excitateurs cortex cérébral dans le TOC. L'étude a mesuré l'excitabilité du cortex moteur, ainsi que l'inhibition intracorticale chez les patients atteints de TOC et un contrôle des individus en bonne santé. Les résultats ont montré une diminution significative de l'inhibition intracorticale, qui a entraîné un ralentissement des intervalles entre les stimuli de 3 ms.En plus de sa proximité et de son association avec le système limbique et l'amygdale en particulier, qui joue un rôle clé dans l'expérience émotionnelle, le cortex cingulaire antérieur partage la fibre nerveuse afférente et la fibre nerveuse efférente avec un certain nombre de noyaux thalamiques ainsi qu'avec le cortex cingulaire postérieur et une partie du lobe pariétal, du lobe frontal et le cortex moteur. Tous ces travaux soulignent la forte probabilité que le cortex cingulaire antérieur soit lié au TOC.
Les analyses fonctionnelles IRM du cortex cingulaire antérieur ont également conduit à l'introduction de la cingulotomie bilatérale pour le traitement de la douleur chronique. Une telle application a été introduite depuis que l'on a constaté que le cortex cingulaire antérieur était lié au traitement nociceptif de l'entrée des informations. En particulier, le rôle du cortex cingulaire antérieur est dans l'interprétation de la façon dont un stimulus affecte une personne plutôt que de son intensité physique réelle,.

## Procédure
Un livre publié en 1992 décrit la manière dont l'opération a été menée à l'époque. Dans la plupart des cas, l'intervention commençait par la prise par l'équipe médicale d'un certain nombre d'images par une tomographie informatisée à rayons X du cerveau du patient. Cette étape permettait de s'assurer que la cible exacte, le cortex cingulaire, était bien cartographiée, afin que le chirurgien puisse l'identifier.
Ensuite, des trous de bavure sont créés dans le crâne humain du patient à l'aide d'une perceuse. Les lésions au niveau du tissu ciblé ont été faites à l'aide de fines électrodes insérées à angle droit dans le cerveau du sujet en se basant sur des graphiques de traçage et en s'assurant que les artères et vaisseaux sanguins importants étaient intacts. L'électrode était placée dans une sonde endoscopique, ou un support, avec seulement son extrémité en saillie. Une fois le support correctement inséré dans le tissu cérébral, de l'air a été injecté et d'autres images ont été prises par scanner. Ensuite, après que l'équipe médicale se soit assurée qu'elle était sur la bonne voie, la pointe de l'électrode a été avancée jusqu'au plan du cingulum où elle a été chauffée à 75 à 90 °C. Une fois la première lésion créée, elle a servi de centre autour duquel plusieurs autres lésions ont été créées. Afin de confirmer si les lésions sont faites au bon endroit, des images issues de l'imagerie par résonance magnétique ont été prises en postopératoire et analysées.
Les récents progrès technologiques ont cependant fait de la cingulotomie bilatérale une opération plus précise. Par exemple, aujourd'hui, une équipe neurochirurgicale qui effectue l'intervention peut utiliser une IRM pour identifier l'emplacement des commissures antérieures et postérieures. Cette approche permet aux neurochirurgiens d'obtenir un certain nombre d'images du plan coronal, qui sont ensuite utilisées pour calculer les coordonnées stéréotaxiques du lieu dans le cortex cingulaire antérieur, où les lésions doivent être créées. De plus, l'IRM permet de différencier plus précisément la composition cellulaire, et donc d'identifier facilement la matière grise dans cette région. Cela peut ensuite être confirmé à l'aide d'enregistrements de microélectrodes.

## Effets secondaires
Les patients se remettent généralement de cette opération sur une période de quatre jours. Cependant, il y a des cas de sujets qui sortent de l'hôpital après seulement 48 heures après l'opération. Les complications postopératoires légères et plus courtes qui sont le plus souvent liées à une cingulotomie bilatérale sont typiques des interventions de la tête et comprennent, entre autres, des nausées, vomissements et maux de tête.
Parmi les plaintes des patients après l'opération, on trouve une apathie et des déficits de mémoire, bien que rarement signalés. En outre, certains sujets se sont plaints d'une forme de trouble urinaire, allant de la rétention urinaire à l'incontinence urinaire. Un œdème post-opératoire après l'opération a résulté en un cas d'hydrocéphalie, et des crises d'épilepsie (2 %) ont également été observées qui ont nécessité un traitement continu avec des médicaments anticonvulsivants.
Une étude sur douze patients publiée en 1999 indique des améliorations fonctionnelles en raison d'une meilleure réponse des patients à la douleur. Cependant, ben que les familles n'aient pas effectué d'inventaires standardisés, beaucoup ont indiqué que les patients avaient tendance à être irritables, facilement frustrés et incapables de se concentrer sur autre chose que leur douleur avant l'opération. Après la cingulotomie, de nombreuses familles ont spontanément signalé des changements subtils dans la personnalité des patients ; les plus fréquents étaient des rapports de passivité accrue, une réduction de la tension émotionnelle et une attitude plus laxiste, moins préoccupée par leur douleur. Quatre patients sont retournés au travail après avoir été en invalidité pendant de nombreuses années.
Immédiatement après la cingulotomie, le mutisme, l'akinésie, l'affect émoussé, la léthargie et l'apathie étaient courants, des comportements qui correspondent à un syndrome de type frontal. Ces symptômes se sont rapidement résorbés et, trois mois après l'opération, la plupart des patients étaient revenus à leur niveau de base dans la plupart des domaines cognitifs (par exemple, le langage, la vision, la motricité, la mémoire, le fonctionnement intellectuel). Malgré ce rétablissement, de nombreuses familles ont signalé que de subtils changements de personnalité et de fonctionnement persistaient, en particulier une passivité comportementale continue. Des déficits de contrôle et d'attention ont également persisté, la production de réponses spontanées étant la plus touchée (énoncés spontanés, construction d'objets, fluidité de la conception), un modèle de déficience couramment observé chez les patients ayant subi une lésion du lobe frontal.